# Chapelle Saint-Louis de Carthage
Vous lisez un « bon article » labellisé en 2021.
La chapelle Saint-Louis de Carthage était une chapelle édifiée entre 1840 et 1841 à Carthage (Tunisie), à partir d'une donation d'un terrain au roi de France par le bey de Tunis en 1830. Elle se trouvait au sommet de la colline de Byrsa, au cœur du site archéologique de Carthage, jusqu'à sa destruction en 1950.
Bien que déprécié du fait de son style architectural, l'édifice fait l'objet de plusieurs campagnes de restauration dans son histoire. À partir de l'installation des pères blancs, il constitue un centre à partir duquel s'exerce une activité pastorale, médicale à destination des populations locales et également archéologique avec la naissance des premières collections de ce qui devient par la suite le musée national de Carthage.
C'est un témoignage de la période charnière de l'histoire commune entre la France et la Tunisie, du Moyen Âge avec la tradition entourant la mort de Louis IX lors de la huitième croisade sur le site en 1270 au renouveau au XIXe siècle de la vénération de ce souverain reconnu saint. L'histoire de l'édifice témoigne aussi de la période du protectorat français à partir de 1881, et sa destruction intervient à la veille de l'indépendance du pays.

## Genèse du projet

### Carthage, lieu de la mort de Louis IX

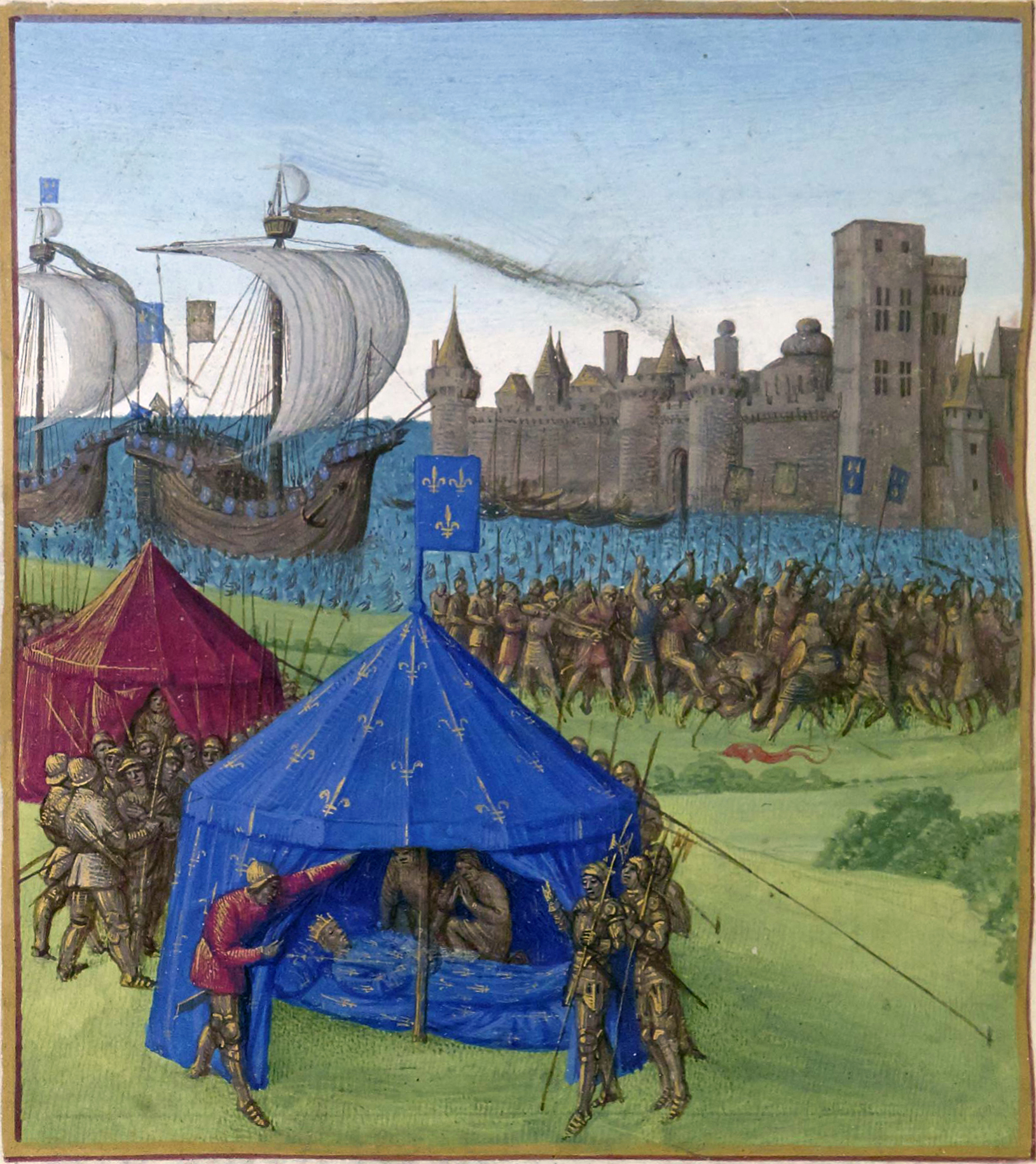
La mort de Louis IX selon le manuscrit des Grandes Chroniques de France attribuées à Jean Fouquet, vers 1455-1460.

À la suite de l'échec de la septième croisade, Louis IX décide de se croiser à nouveau en 1268, pour un départ annoncé en 1270. Le roi espère utiliser la Sicile où règne son frère Charles d'Anjou comme base et convertir l'émir Muhammad al-Mustansir pour attaquer ensuite l'Égypte.
Le roi quitte la France le 1er juillet 1270 et, après une halte en Sardaigne, arrive à La Goulette. L'émir se prépare au siège à Tunis et les croisés décident de prendre Carthage comme base pour leur armée. Après la prise de Carthage, une épidémie de dysenterie ou de typhus ravage l'armée et tue le prince Jean Tristan le 3 août puis le roi le 25 août, « étendu sur un lit de cendre et les bras en croix ». Le roi défunt est canonisé le 11 août 1297. Une étude menée sur les reliques du souverain en 2015 puis 2019 confirme que le roi a été touché par le scorbut et la bilharziose,. Les morts ont été enfouis « dans le fossé qui entourait le camp ». Le corps du souverain est rapatrié en France après avoir été traité selon le rite du mos Teutonicus.
Le site de la chapelle Saint-Louis est considéré comme le lieu où était installé le camp de Louis IX, car il permettait de surveiller les environs, et où il est mort en 1270,. La véracité de cette tradition est mise en cause par Victor Guérin dès 1886, qui évoque une localisation permettant au monument d'être visible de la mer.

### Genèse du projet de chapelle

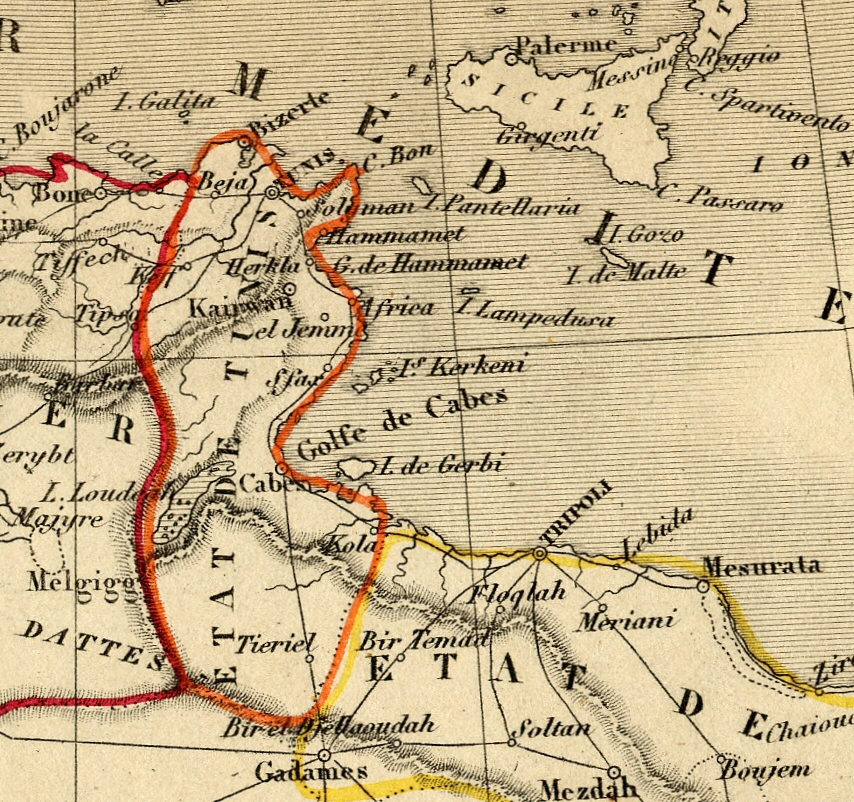
Carte de la régence de Tunis en 1843.

Saint Louis est « célébré sous la Restauration », à la fois pour son appartenance à la dynastie régnante et du fait que sa mort se déroule en croisade. La Première Restauration monarchique, après les bouleversements de la Révolution française, tente de renouer avec une tradition vive depuis le début du XVIIe siècle et restaure l'ordre de Saint-Louis dès 1814.
Le 8 août 1830, à suite de la « suggestion » de Jules de Polignac en date du 11 juillet 1830, Hussein II Bey signe un acte concédant à Charles X un espace destiné à honorer Louis IX « à l'endroit où ce prince est mort », à « La Malka ». Cet acte additionnel secret s'ajoute à une confirmation d'anciens traités conclus entre la France et la Tunisie, avec de nouvelles dispositions dont la fin de la course, de l'esclavage des chrétiens, des tributs payés par les chrétiens et le fait d'accorder la clause de la nation la plus favorisée à la France. La fin du règne de Charles X à la suite des Trois Glorieuses et son abdication le 2 août 1830 n'est pas encore connue lors de la signature de ces textes diplomatiques,, de même que son remplacement par Louis-Philippe Ier.
« Louange à Dieu l'Unique, auquel retourne toute chose !

Nous cédons à perpétuité à Sa Majesté le Roi de France un emplacement, dans la Maalka, suffisant pour élever un monument religieux en l'honneur de Louis IX, à l'endroit où ce Prince est mort. Nous nous engageons à respecter et à faire respecter ce monument consacré par l'Empereur de France à la mémoire d'un de ses plus illustres aïeux. Salut de la part du serviteur de Dieu, Hussein-Pacha-Bey. Que le Très-Haut lui soit favorable ! Amen.

Le 17 de Safar de l'année 1246. Fait au Bardo le 8 août 1830. Le consul général chargé des affaires du Roi, M. Lesseps. »
L'acte additionnel témoigne de « la solennité de la convention ». Le don de territoire est exceptionnel, de surcroît du fait d'un prince musulman envers un prince chrétien et de la « perpétuité ». Du fait des vicissitudes politiques liées à l'abdication de Charles X et à la mort d'Hussein en 1835, l'acte ne peut entrer en vigueur qu'en 1840, après confirmation de ses termes par Ahmed Ier Bey, « grand ami de la France ». Le site est à partir de cette date considéré comme un « lambeau de terre française ». Cette cession peut cependant être interprétée par les historiens du début du XXIe siècle comme le reflet de l'« état général des relations entre la France et la régence de Tunis : une domination tacite s'instaure ».
Le cardinal Charles Lavigerie, à la fin du XIXe siècle, recueille une tradition faisant de Sidi Bou Saïd le roi français converti à l'islam sur son lit de mort.

## Édification et utilisation

### Édification

#### Construction

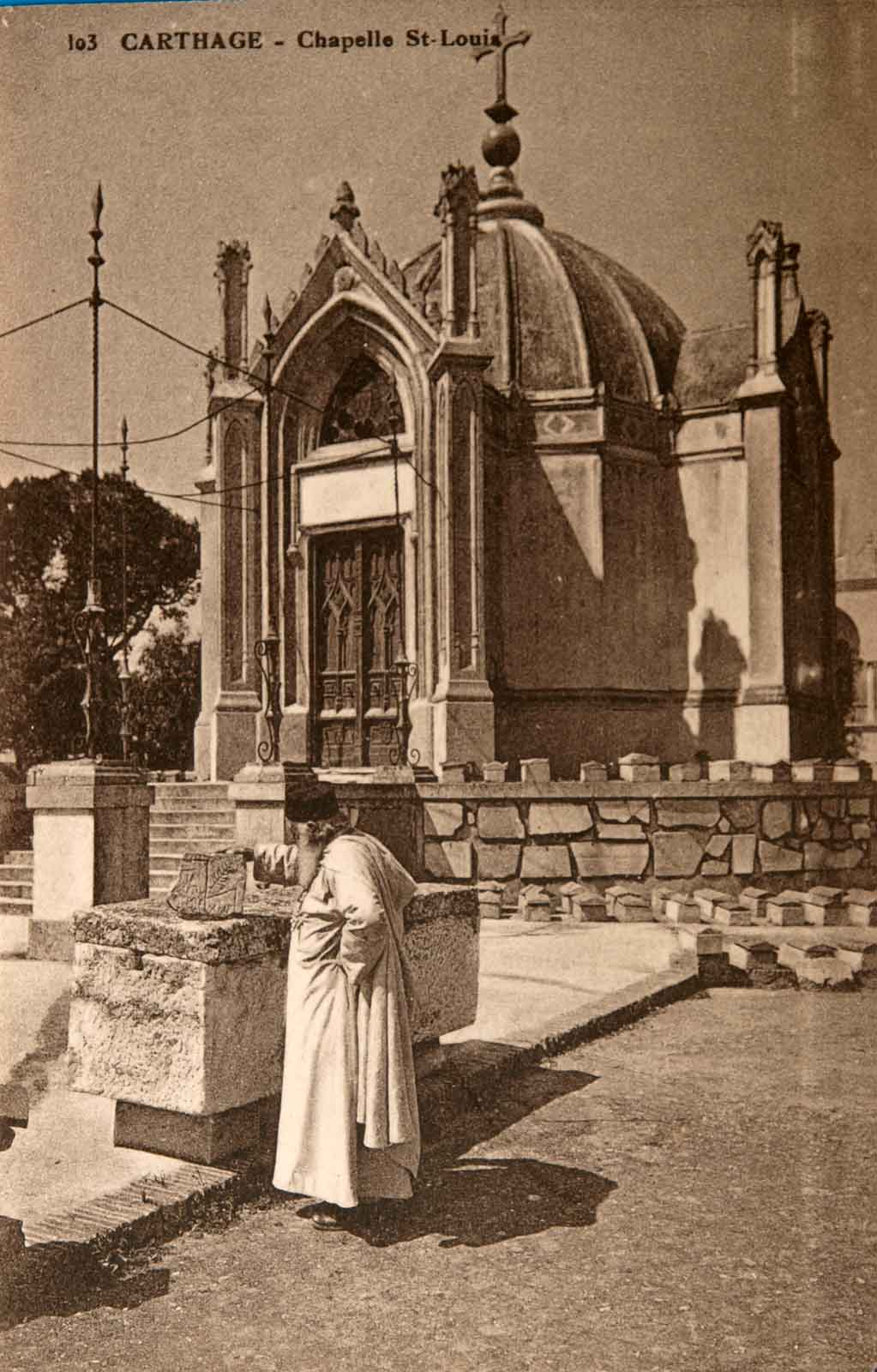
Alfred Louis Delattre devant la chapelle.

L'emplacement au lieu-dit « La Malka » a été préalablement choisi par l'agent consulaire Jules de Lesseps, fils du consul général de France Mathieu de Lesseps : il s'agit du site de l'ancien temple punique d'Eshmoun, lieu de résistance des derniers Carthaginois au moment de l'assaut de Scipion Émilien lors de la troisième guerre punique, sur la colline de Byrsa, qui est baptisée « mont Louis-Philippe ». En effet, le roi Louis-Philippe donne son accord au projet. « La Malka », citée dans le texte, désignait alors un vaste territoire allant jusqu'à la plage de Dermech et incluant Bordj Djedid et Byrsa. Le site de construction est choisi le 23 juillet 1840 par le consul de France, Charles de Lagau, en accord avec des représentants du bey. Le propriétaire est indemnisé et un cyprès planté sur les lieux qui restera en place jusqu'en 1932,.

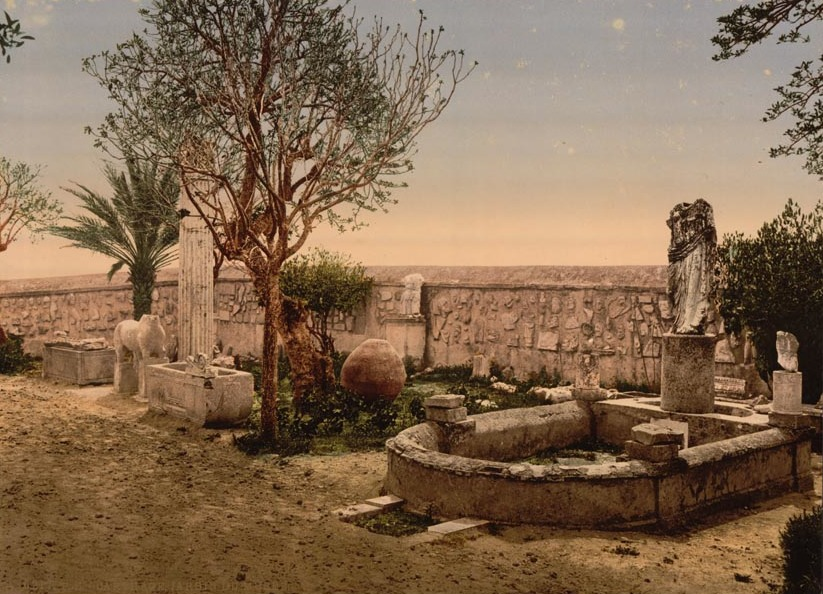
Carte postale ancienne figurant une fontaine mosaïquée et une statue retrouvée à El Jem.

Le projet est conçu par un jeune architecte, Charles Jourdain (Sainte-Marie évoque comme architecte Germain), aux frais du souverain et sur modèle de la chapelle de Dreux.
Le 25 août 1840, date anniversaire de la mort de Saint Louis, le consul Lagau et l'amiral Claude du Campe de Rosamel posent la première pierre, en fait un socle de statue antique. Une messe est dite par le père Emmanuele da Malta sur un autel improvisé, devant des marins en tenue de combat formant une garde d'honneur. La cérémonie terminée, un drapeau français est hissé en haut d'un mat, salué par 21 coups de canons de l'escadre française présente et par les canons du fort de La Goulette,.
Les travaux peuvent alors commencer et la chapelle est inaugurée le 25 août 1841 par le père Emmanuele da Malta devant une foule nombreuse puisque toutes les personnalités européennes de la régence ont été invitées,. Sous l'autel est déposé un coffret contenant des monnaies françaises d'or, d'argent et de cuivre ainsi que des médailles frappées spécialement pour l'occasion, un coffret qui ne sera pas retrouvé lors de la destruction de l'édifice. Les matériaux de construction étaient des pierres locales ou de Soliman, ainsi que des briques de Gênes pour la coupole de l'édifice.
La fête anniversaire du 25 août devient un rendez-vous incontournable pour la colonie française. Bureaux, magasins et entrepôts appartenant aux négociants français sont fermés ce jour-là et tous les notables se retrouvent à Byrsa en compagnie de nombreux Tunisiens et des représentants du bey. La ferveur est telle que la chapelle est consacrée le 25 août 1845 par Fidèle Sutter. À cette occasion, des reliques des martyrs Théodore et Benoît sont placées dans l'autel,.
Lors de la construction sont dégagés des chapiteaux et des fûts de colonnes ; des vestiges retrouvés à El Jem ou Salakta sont également exposés sur le site par la suite. Des inscriptions puniques sont aussi offertes à François Bourgade, premier desservant.

#### Complexe modeste et histoire au temps du premier desservant
L'édifice peut seulement contenir quinze personnes et, lors de l'inauguration, des tentes sont dressées pour accueillir l'assistance. Le bâtiment est salué par l'hommage de deux navires de la flotte française, le Montebello et le Neptune et, depuis les forts de La Goulette, par « l'artillerie beylicale », et éclairé, ce qui ne manque pas de marquer les esprits.

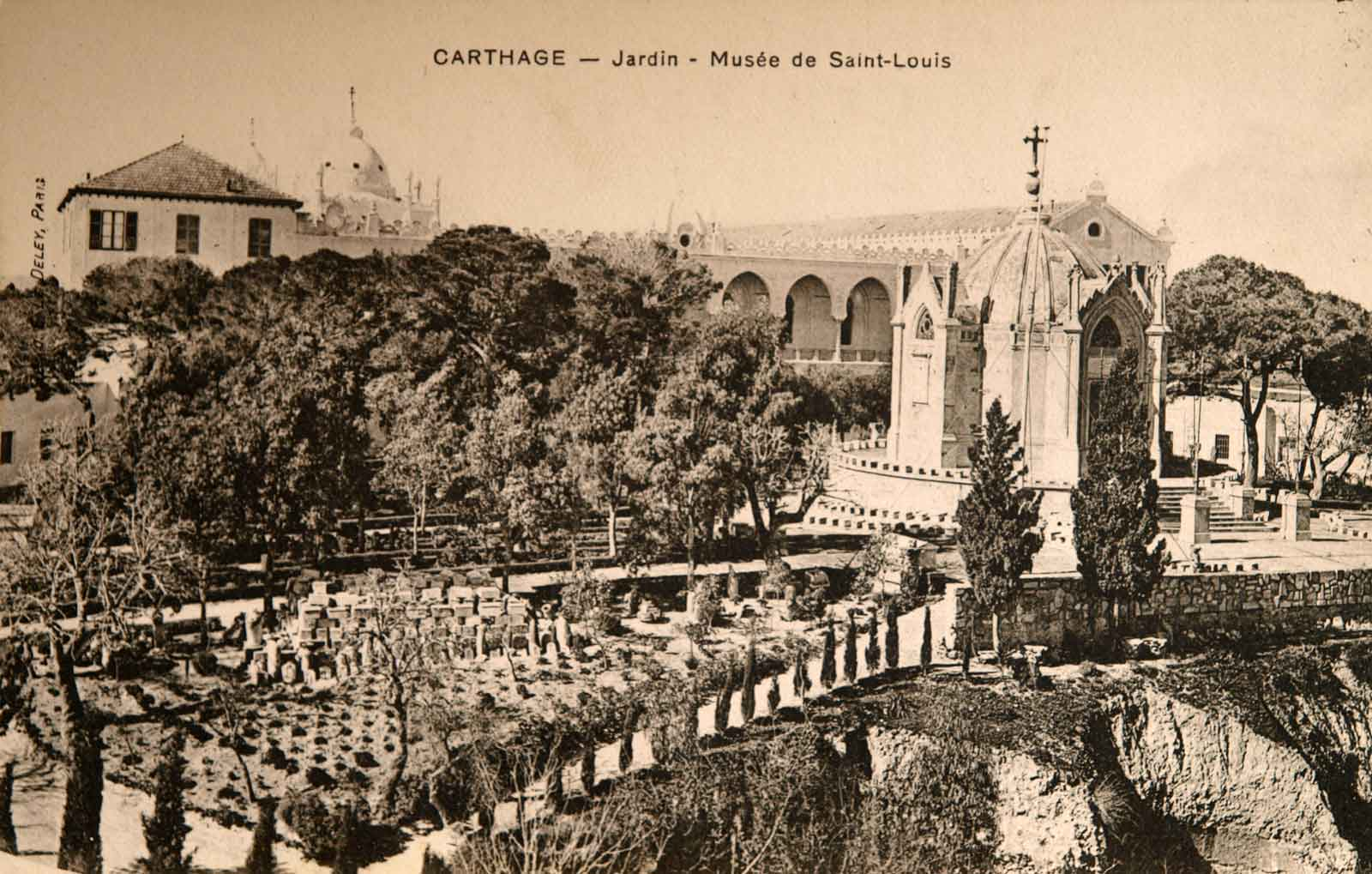
Chapelle avec le jardin l'entourant sur une ancienne carte postale.

La construction modeste destinée à loger le desservant n'étant pas utilisée à cet effet, elle sert comme premier musée archéologique sur le site. Le premier desservant est François Bourgade (1806-1866), qui crée également le musée et le collège Saint-Louis, « premier établissement scolaire français en Tunisie » situé dans la médina de Tunis. L'hôpital et le collège sont créés en 1843 et accueillent un public de toutes religions, avec Bourgade à sa direction. Celui-ci est nommé par l'entremise de la mère supérieure des sœurs de Saint Joseph, Émilie de Vialar, et exerce son ministère de 1841 à 1858. À côté de ses missions religieuses et éducatives, le titulaire s'implique dans l'archéologie et l'orientalisme : il crée un musée, caractérisant le « passage de la collection privée à la collection publique normalisée, à vertu pédagogique ». Les vestiges sont installés dans les locaux du séminaire et le jardin de la chapelle avec « le principe de l'exposition des collections en plein air », avec également une salle au sein du collège.
Bourgade portait la barbe, le burnous et la chéchia « préfigurant ainsi le costume de ceux qui allaient lui succéder : les Pères Blancs ». La chapelle perd son desservant après le retour en France de Bourgade en 1858, à la suite de sa révocation par le pape « à cause de ses positions en faveur d'un enseignement multiconfessionnel ». Il avait déjà été révoqué à la suite de différends avec le baron de Theis à propos de terrains à Carthage, le poste n'étant rétabli qu'à la fin de l'année 1853.
Les collections archéologiques sont dispersées ou vendues après la révocation de Bourgade. Des vestiges étaient scellés dans les murs, en particulier « celui de la galerie ouvrant sur le jardin », et seuls ces derniers échappent à la dispersion de la collection.

### Utilisations

#### Lieu de prière
La chapelle sert à célébrer le souvenir de Louis IX tous les ans, le 25 août,. Le lieu sert de lieu de prière et d'aumônerie aux marins français en relâche à La Goulette. La chapelle sert également de « refuge contre l'esclavage ou les sévices » et de lieu de secours.

#### Édifice entre lieu de représentation mondaine et abandon
La chapelle dépend du consulat général de France à Tunis et du vicaire apostolique de Tunis. Le site est utilisé pour des visites officielles comme celle du duc de Montpensier, Antoine d'Orléans, le 22 juin 1845 puis le duc d'Aumale, Henri d'Orléans, et le prince de Joinville, François d'Orléans. Le 6 octobre 1848, l'évêque d'Alger, Louis-Antoine-Augustin Pavy, est reçu sur le site. Gustave Flaubert passe sur le site lors de son voyage en avril-juin 1856.

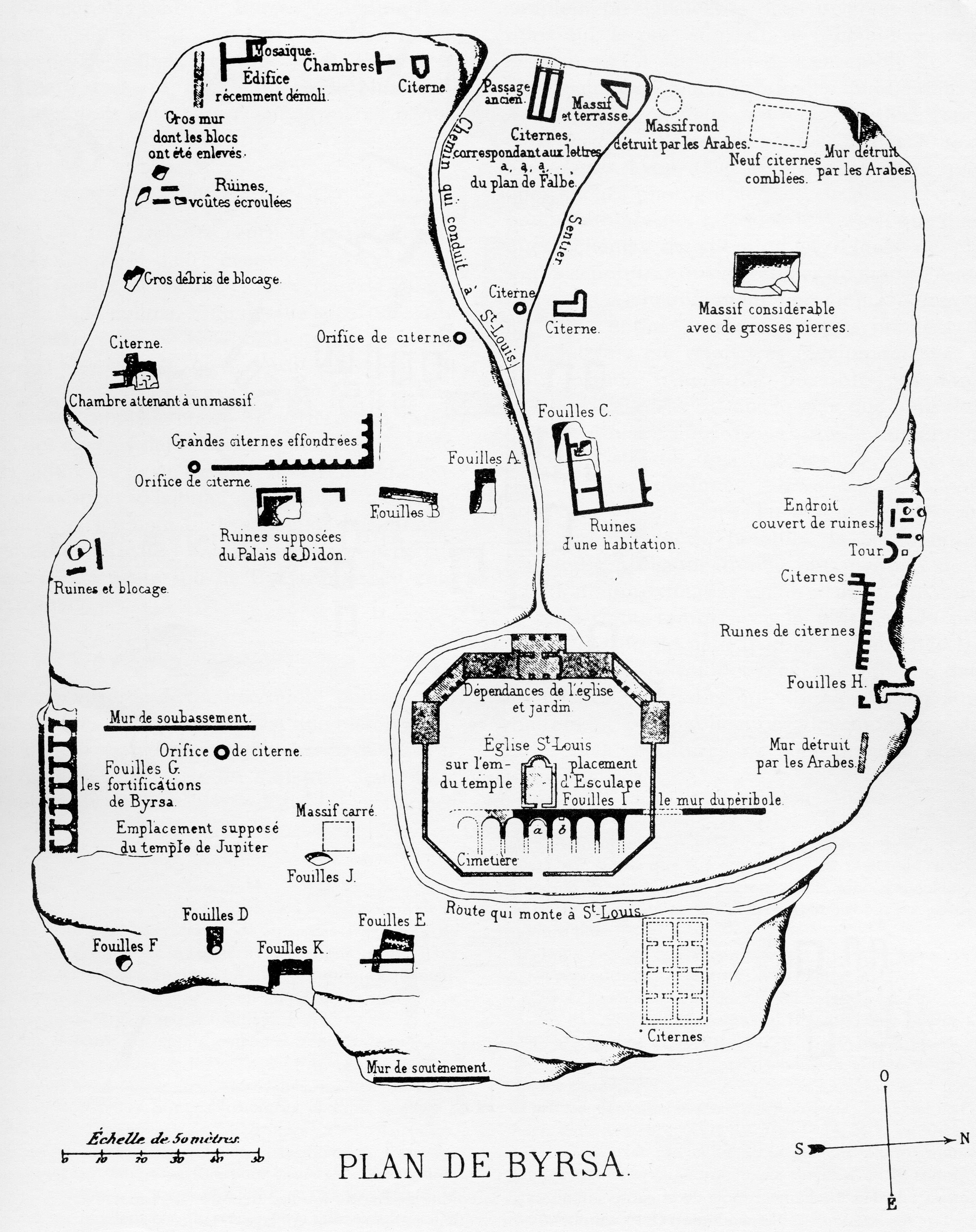
Plan dressé par Charles Ernest Beulé en 1859.

Il n'y a, après le départ de Bourgade, pas de desservant pendant longtemps et la chapelle est confiée uniquement à un gardien. Elle est laissée rapidement dans « un fâcheux abandon » après le départ de son premier desservant. Dès 1860, le constat de l'absence d'entretien de la chapelle par la France est fait par Victor Guérin, Léon Roches faisant de même et proposant son remplacement le 7 juillet 1863.
Elle est remise en état en 1875, à l'occasion de la visite du gouverneur général d'Algérie, Alfred Chanzy. Lavigerie, archevêque d'Alger, visite le site la même année sur invitation du gouverneur. Le service dans la chapelle est assuré alors par des Capucins italiens, qui occupent alors une position dominante sur le catholicisme dans la régence de Tunis. Au moment de l'intervention de Lavigerie, le complexe est abandonné « depuis près de vingt ans » alors qu'il continuait à être visité par des Anglais, des Américains et de nombreuses personnalités.
Une friction diplomatique entre la France et la Tunisie a lieu à propos de l'entrée dans l'enclos de la chapelle et sans autorisation de Mustapha Ben Ismaïl, successeur de Kheireddine Pacha, après sa démission le 21 juillet 1877, événement qui se termine par une « demande d'excuses publiques et officielles », ce qui est fait par le ministre devant le consul de France.

#### Installation et rôles des pères blancs

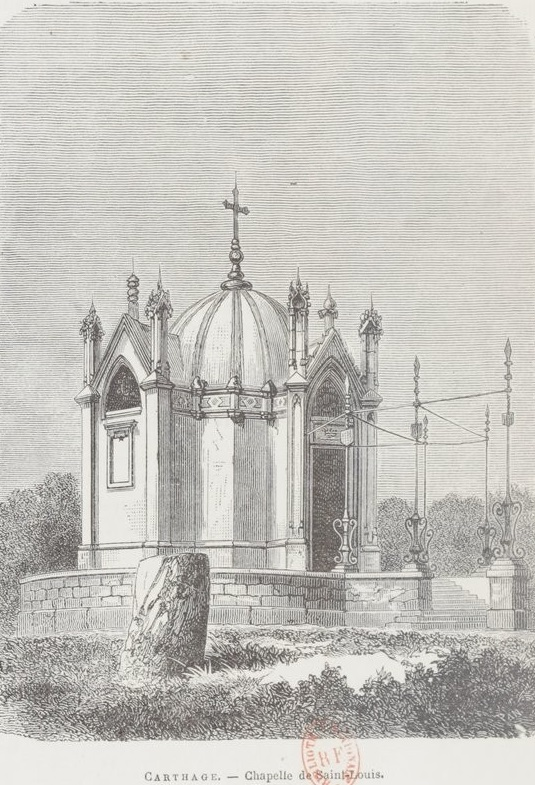
Vue de la chapelle en 1878.

Le projet d'installation d'un ordre religieux, initié en 1844, est concrétisé le 13 juin 1875 par l'arrivée d'une petite communauté de pères blancs du cardinal Lavigerie provenant « de la mission du Sahara et du Soudan » en Algérie : deux pères et un frère constituent le noyau de cette communauté. Cette installation fait suite à une intervention de Lavigerie auprès de Pie IX. Le même intervient auprès des églises de France placées sous la même invocation que l'édifice carthaginois afin d'obtenir des dons en nature destinés à pallier la pauvreté en mobilier et matériel destiné à la liturgie.
Les missionnaires effectuent rapidement des « travaux de remise en état des lieux ». À partir de cette installation est constaté « un renouveau dans la vie de la chapelle » qui prend le rôle du « sanctuaire officiel de la France en Tunisie ». La vie y est cependant rude, en raison du relatif éloignement des lieux d'approvisionnement, ainsi que de la médiocrité des voies d'accès. Les missionnaires souffrent en outre du froid et de la présence de scorpions.

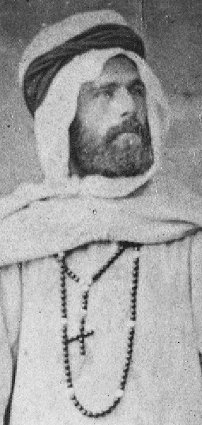
Portrait d'Alfred Louis Delattre (1850-1932) jeune.

Dès novembre 1875, Alfred Louis Delattre intègre la communauté puis est présenté au bey en janvier 1876. Avant ces arrivées, peu de célébrations religieuses avaient lieu. Les pères blancs assurent une mission à la fois religieuse et politique dans les années qui précèdent la mainmise sur la Tunisie, et Lavigerie obtient le grade de cardinal le 16 avril 1882. Le père Delattre soigne les membres de la communauté mais aussi des membres de la population locale pour des problèmes ophtalmologiques, fièvres ou piqûres de scorpions, en dépit des difficultés d'approvisionnement en médicaments.
Une mission archéologique est également dévolue par Lavigerie au père Delattre. L'action de Delattre aboutit à la création du futur musée Lavigerie qui compte, après cinq ans, 6 347 pièces en 1881,. Le jardin de la chapelle sert de dépôt lapidaire avec des débris divers « de fragments, d'inscriptions antiques, de statues plus ou moins mutilées et de débris de sculptures diverses ».
Le couvent des pères blancs s'installe au début des années 1880 dans le vaste édifice dont la façade est pourvue d'une colonnade.

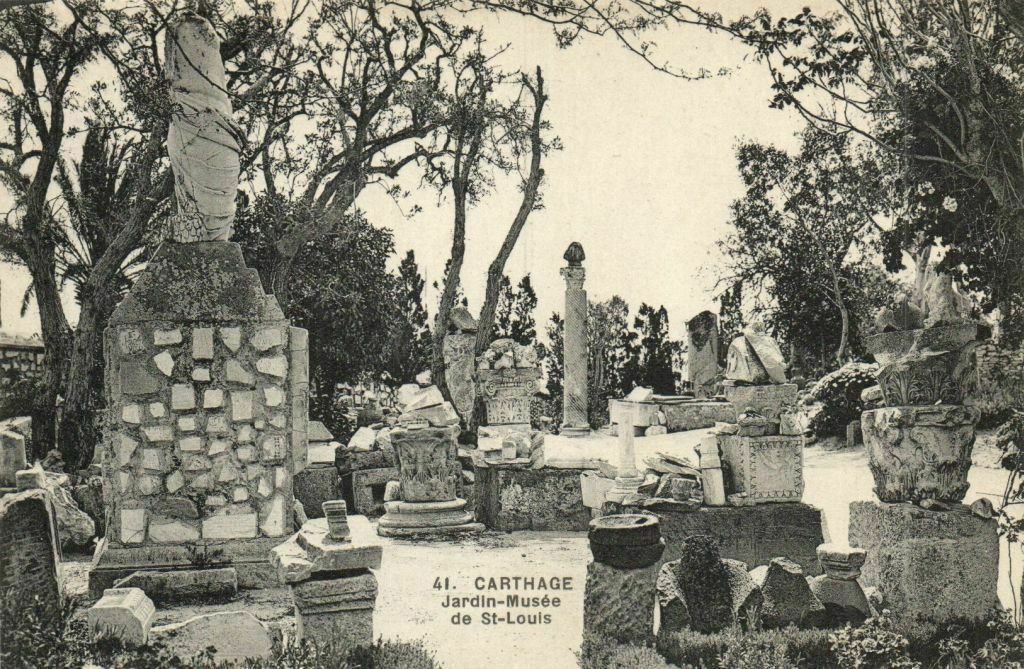
Vue des vestiges archéologiques exposés dans le jardin de la chapelle au début du XXe siècle.
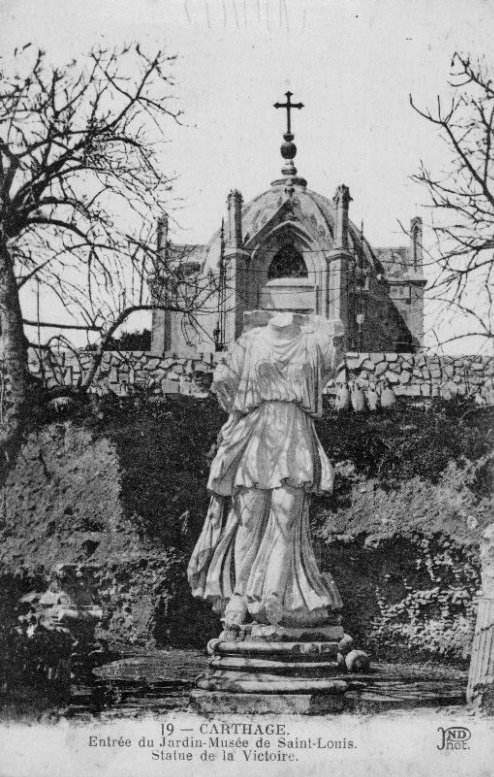
Vue des vestiges archéologiques exposés dans le jardin de la chapelle au début du XXe siècle.

## Histoire et destruction d'un édifice mal-aimé (1880-1950)

### Monument mal-aimé
La chapelle est vite considérée comme « pauvre et nue » et « peu digne de sa destination ». Lavigerie évoque à propos de l'édifice « une sorte de honte et de remords patriotiques » du fait de la faible qualité de la construction et de la déshérence du culte.
La chapelle possède une « forme orientalisante aux proportions modestes », Victor Guérin la considérant comme « petite et d'une architecture médiocre, elle ne répond nullement ni à la grandeur du monarque auquel elle est dédiée, ni à celle de la nation qui l'a élevée ». René Cagnat la considère comme « un monument assez médiocre, où on a voulu allier l'art arabe et l'art occidental », en somme un « sanctuaire mesquin ».
La reconstruction de la chapelle est envisagée par Guérin qui rappelle en 1886 avoir écrit dès 1860 qu'« elle est fort mal entretenue ». Lavigerie fait de même avant 1877, évoquant une reconstruction « dans des dimensions moins indignes de sa destination doublement sacrée » selon « des vœux chrétiens et patriotiques ». La cathédrale qui sera construite dans la première moitié des années 1880 obéira à ce double objectif.

### Vers la fermeture et la destruction
Fidèle Sutter doit démissionner après la mainmise française sur le pays. Dès 1881 est prise la décision d'édifier une basilique sur le site et de fournir des « ornements sacrés et mobilier liturgique » à la chapelle : Lavigerie lance un appel aux dons à cette fin,. En 1882, c'est à la chapelle Saint-Louis qu'il reçoit les insignes de son accession au cardinalat, en présence d'une foule compacte ramenée par la suite à Tunis par train spécial.

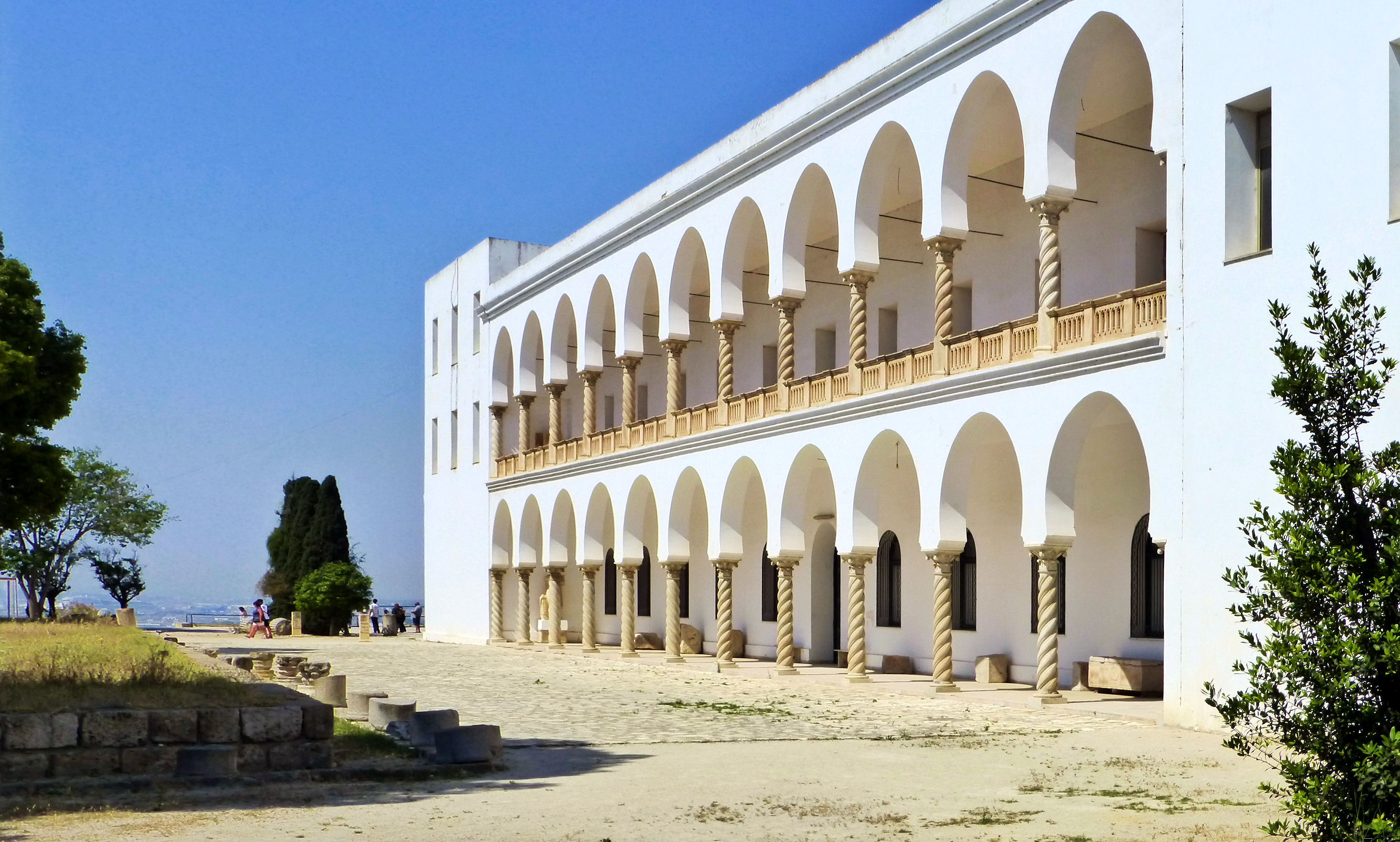
Vue extérieure de l'édifice à colonnade, l'actuel musée national de Carthage.

Lavigerie, « homme d'action et d'organisation », crée un établissement scolaire pouvant accueillir 200 pensionnaires avant même 1881, et son action s'amplifie avec la conquête de la Tunisie par la France. Il fait remplacer une partie des bâtiments du complexe par un nouvel édifice pourvu d'une colonnade. Les bâtiments du collège de Saint-Louis sont édifiés avant la cathédrale, et l'établissement ouvre en octobre 1880, mais est rapidement transféré à Tunis. Les bâtiments deviennent alors un scolasticat et un grand séminaire, mais aussi un musée de deux salles mis en place par le père Delattre.
La première pierre de la cathédrale, provenant de la basilique de Damous El Karita, est finalement posée en 1884, année qui voit la pose d'une inscription commémorative dans la chapelle à la suite du transfert dans l'édifice du corps de Mathieu de Lesseps, enterré à Tunis en 1832, sur demande conjointe de son fils Ferdinand de Lesseps et de Lavigerie. L'exhumation permet de se rendre compte de la transformation de la tombe de Lesseps en « véritable fosse commune ». Une inscription avec les armoiries de sa famille est scellée dans l'absidiole, une autre rappelant le transfert du corps et son rôle dans le traité de 1830.

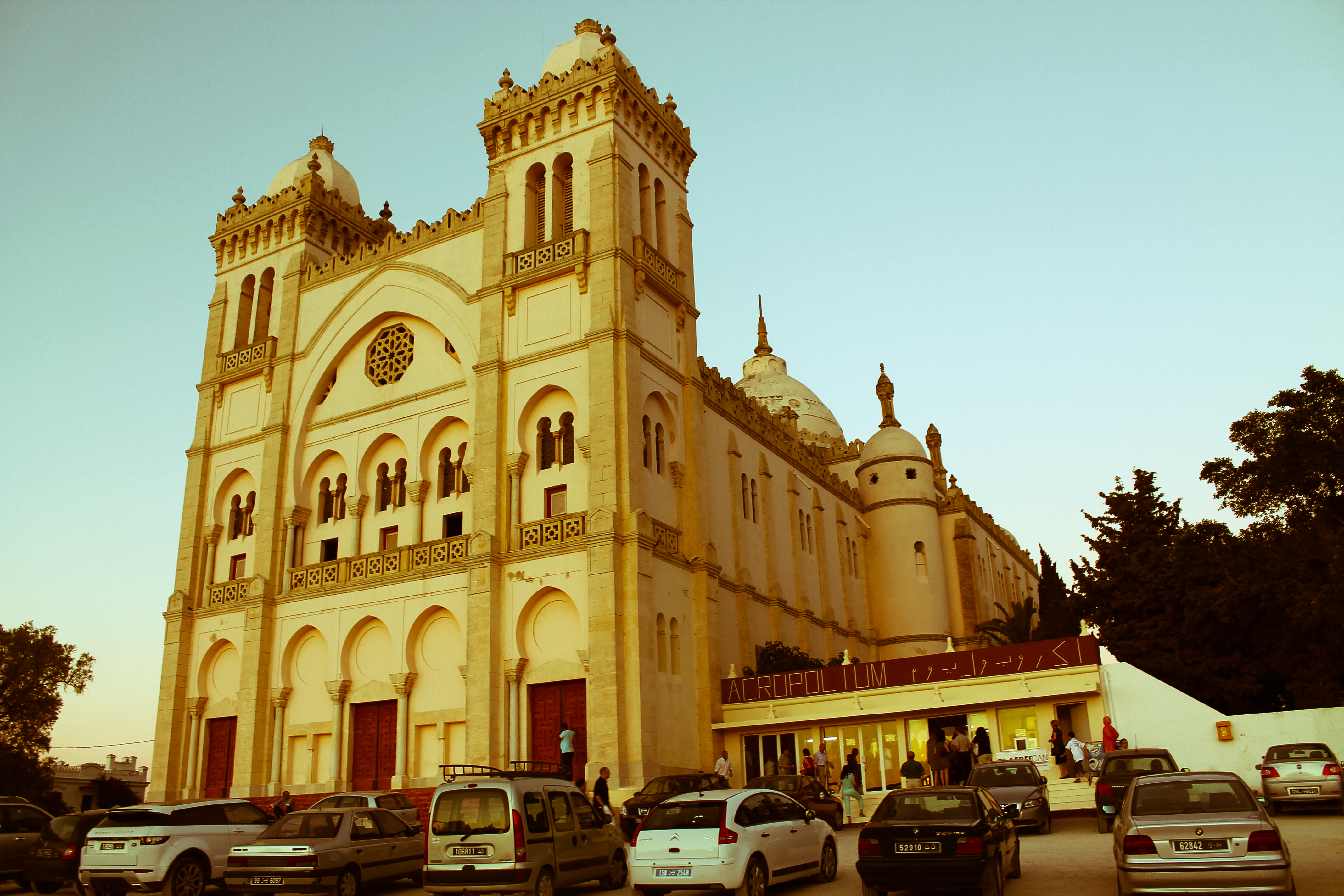
Vue extérieure de l'ancienne cathédrale de Carthage au début des années 2010.

Le siège primatial de Carthage est restauré par Léon XIII le 10 novembre 1884 et le siège du diocèse est la chapelle Saint-Louis à titre provisoire. La cathédrale, bâtie sous la direction de l'architecte et abbé Pougnet, est consacrée le 15 mai 1890. La chapelle continue cependant d'être utilisée, en particulier lors d'une visite de l'impératrice en exil Eugénie en 1896. Naceur Bey se rend également à la chapelle le 12 juillet 1910.
La Première Guerre mondiale est l'occasion d'un regain de dévotion dans l'édifice. En novembre 1910, des travaux y sont effectués, puis à nouveau en 1925 sous l'impulsion de Louis Poinssot, directeur du service des antiquités (1921-1942), l'édifice étant considéré cette fois comme « monument historique ». Les lances devant le porche de l'édifice sont supprimées. Le lieu est visité par le président de la République française Gaston Doumergue en 1931. En décembre de la même année, un « cyclone » occasionne des dégâts à la chapelle et au jardin,, qui fait l'objet de rénovations et de plantations. Après la mort du père Delattre, le 12 janvier 1932, des antiquités sont placées dans le jardin.
Le centenaire de la chapelle est célébré le 25 août 1940 en présence d'une importante assemblée franco-tunisienne, dont le successeur de Delattre, le père Gabriel-Guillaume Lapeyre, et des descendants des personnes ayant assisté à la pose de la première pierre du monument. Une collecte de fonds destinés à la restauration de l'édifice est lancée mais arrêtée en novembre 1942 avec l'occupation allemande de la Tunisie et la campagne de Tunisie. Les cérémonies du 25 août 1943 peuvent se dérouler dans l'édifice, en présence de représentants des forces alliées.
La chapelle est fermée au public pour raison de sécurité en 1943, du fait de problèmes de serrurerie. Henry Bordeaux mène une campagne de presse pour la restauration de l'édifice ; l'architecte sollicité pour évaluer les travaux, Bernard Zehrfuss, dresse un devis puis émet l'hypothèse de remplacer la construction. Le résident général de France transmet les éléments au ministère des Affaires étrangères le 4 septembre 1947. Une dernière cérémonie a lieu le 25 août 1949 puis, des crédits étant alloués à l'opération, la destruction de la chapelle débute le 11 janvier 1950.

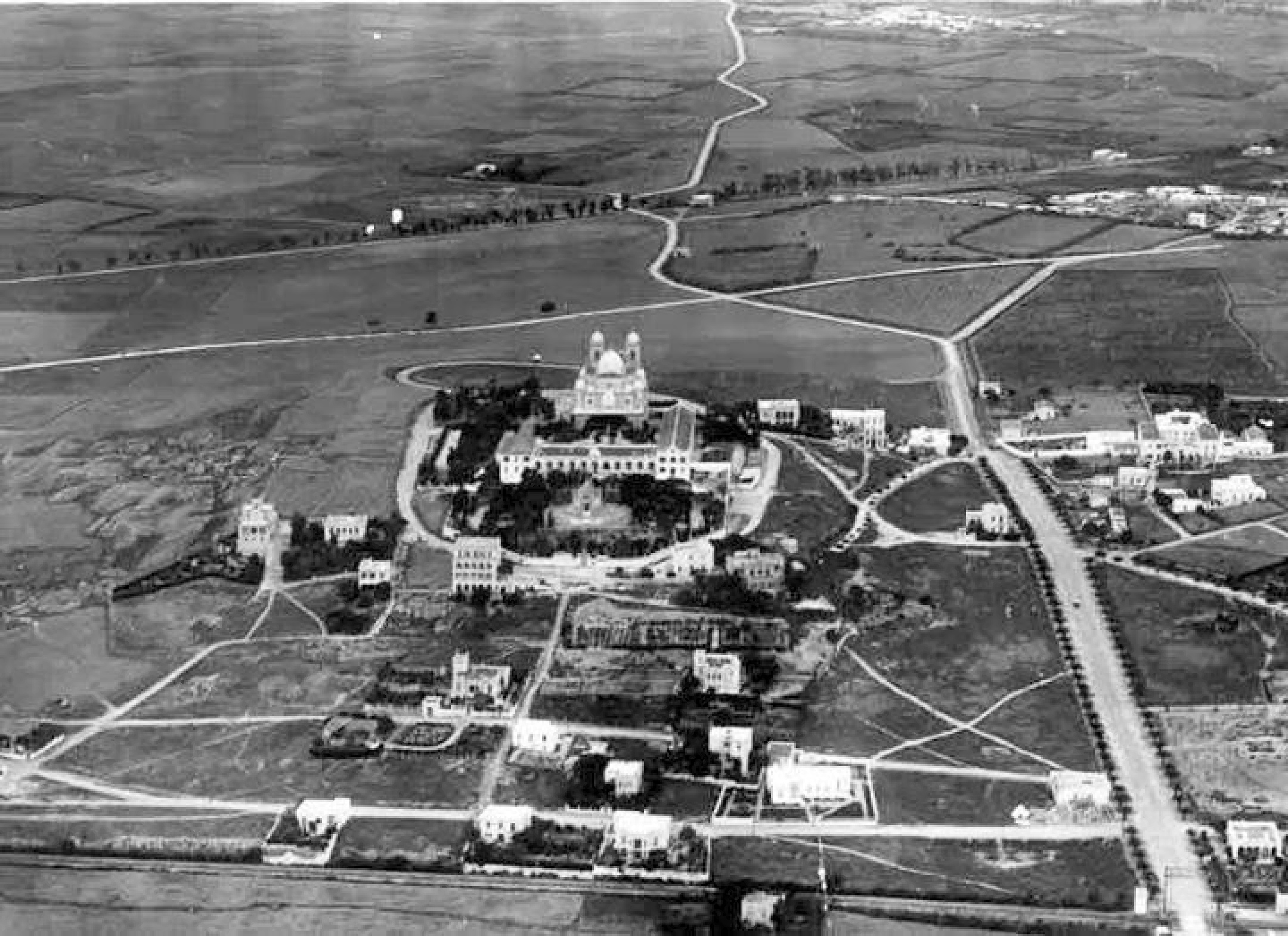
Vue aérienne de la colline de Byrsa en 1924 avec la cathédrale et la chapelle Saint-Louis.
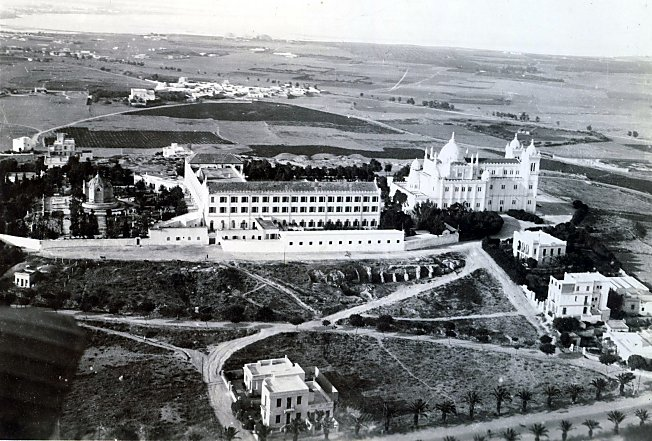
Scolasticat de Carthage des Pères blancs dans les années 1930, avec à droite la cathédrale Saint-Louis.
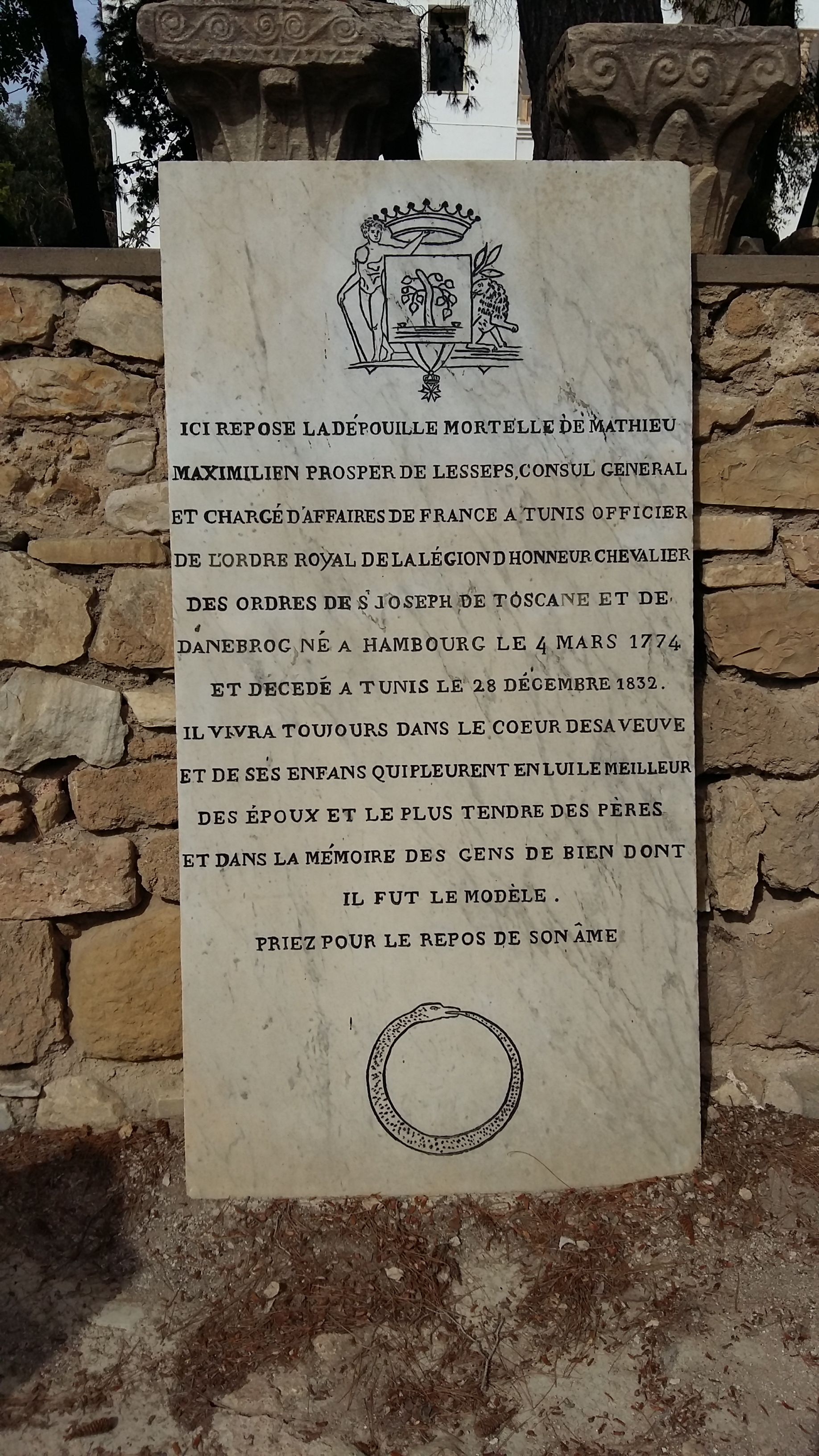
Plaque tombale de Mathieu de Lesseps, sur la colline de Byrsa.

### Site de la chapelle après la destruction

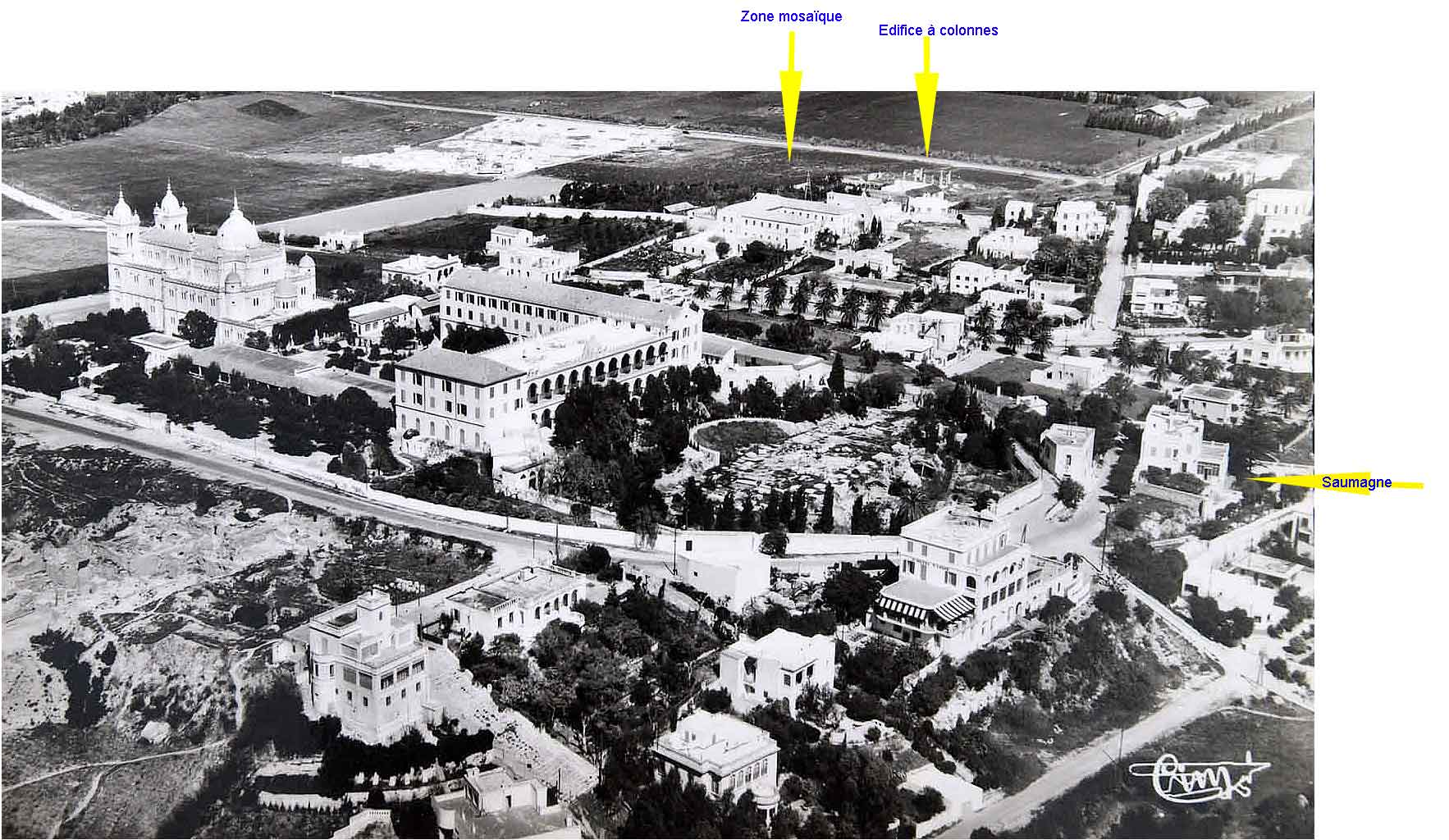
Colline de Byrsa et ses environs après la destruction de la chapelle.

En 1951, un mausolée et un gisant de marbre remplacent la chapelle. Le président tunisien Habib Bourguiba reconnaît, en date du 24 janvier 1959, comme propriété française l'ancienne emprise accordée « librement en août 1830 par un souverain tunisien indépendant ».

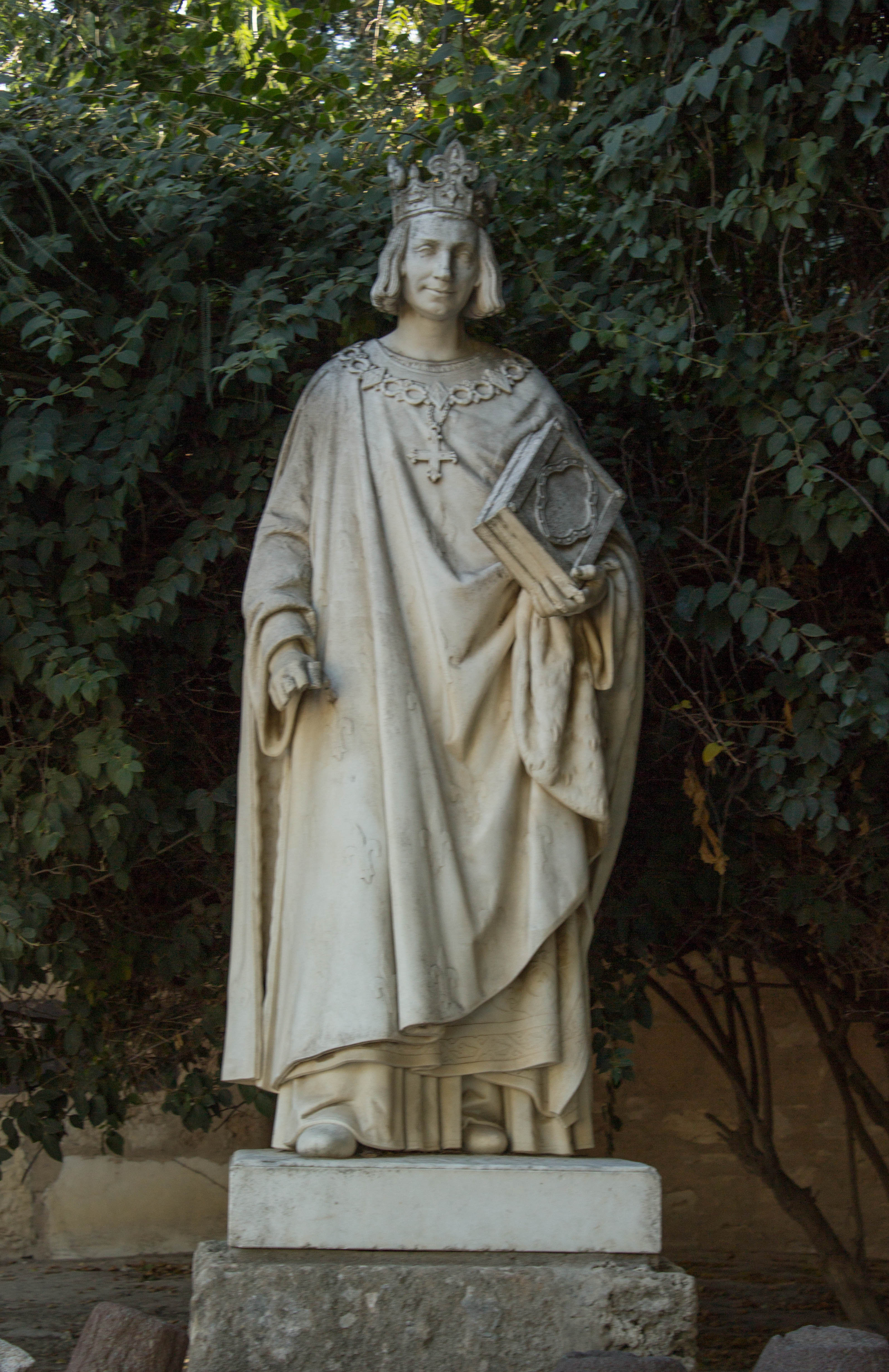
Vue générale de la statue de Louis IX.
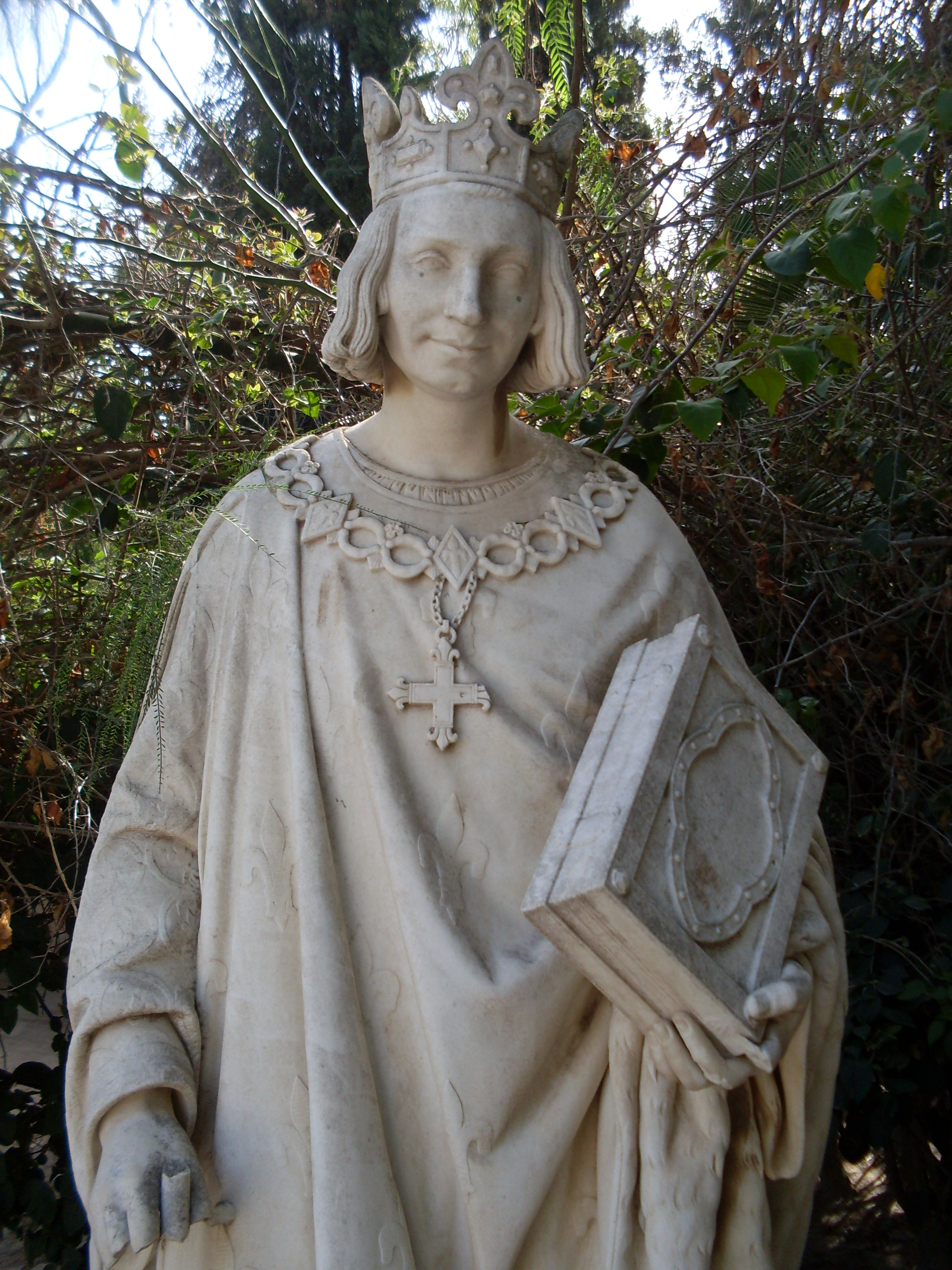
Détail de la statue de Louis IX sur le site de la chapelle.
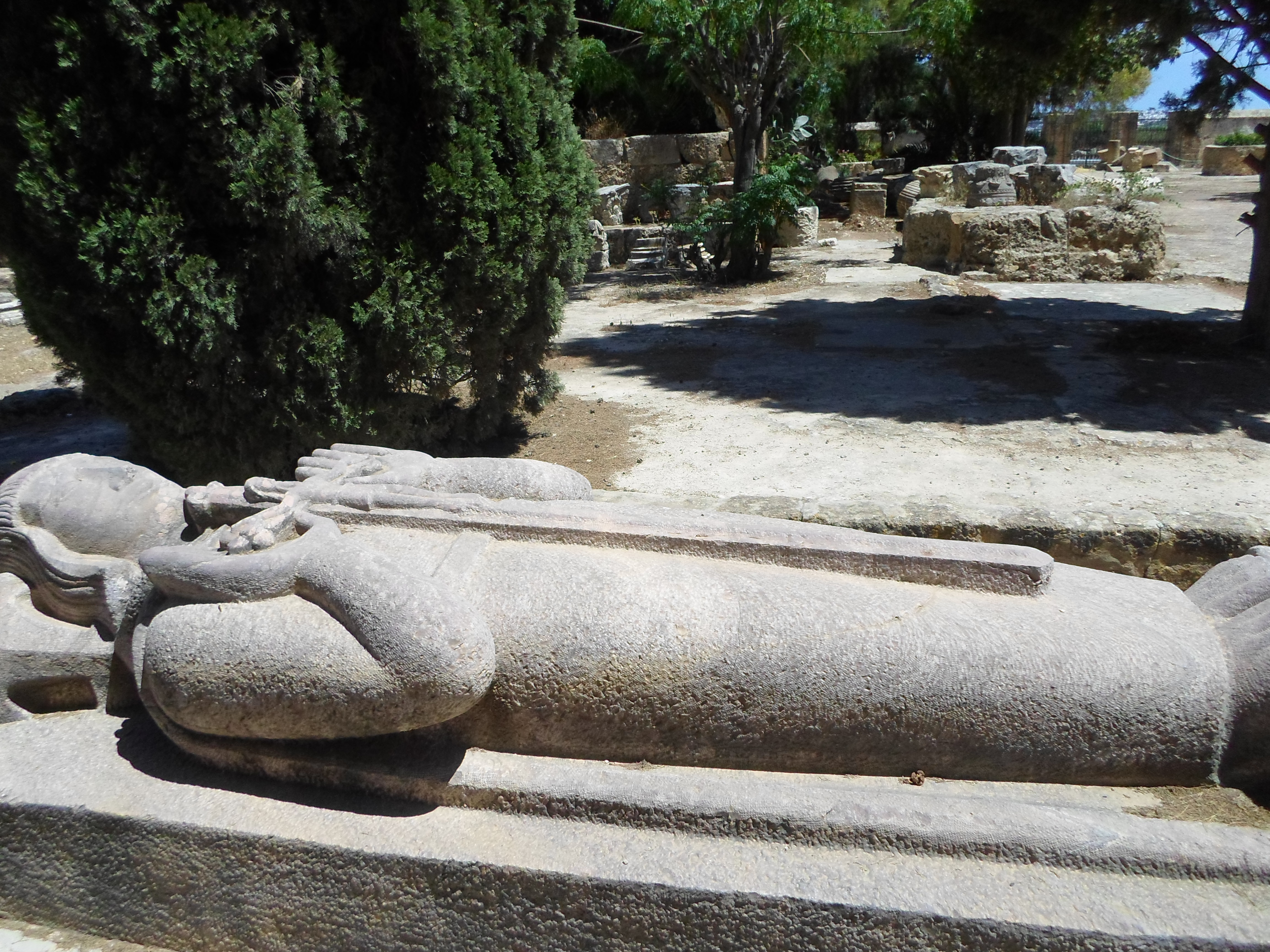
Cénotaphe de Louis IX sur le site de la chapelle.
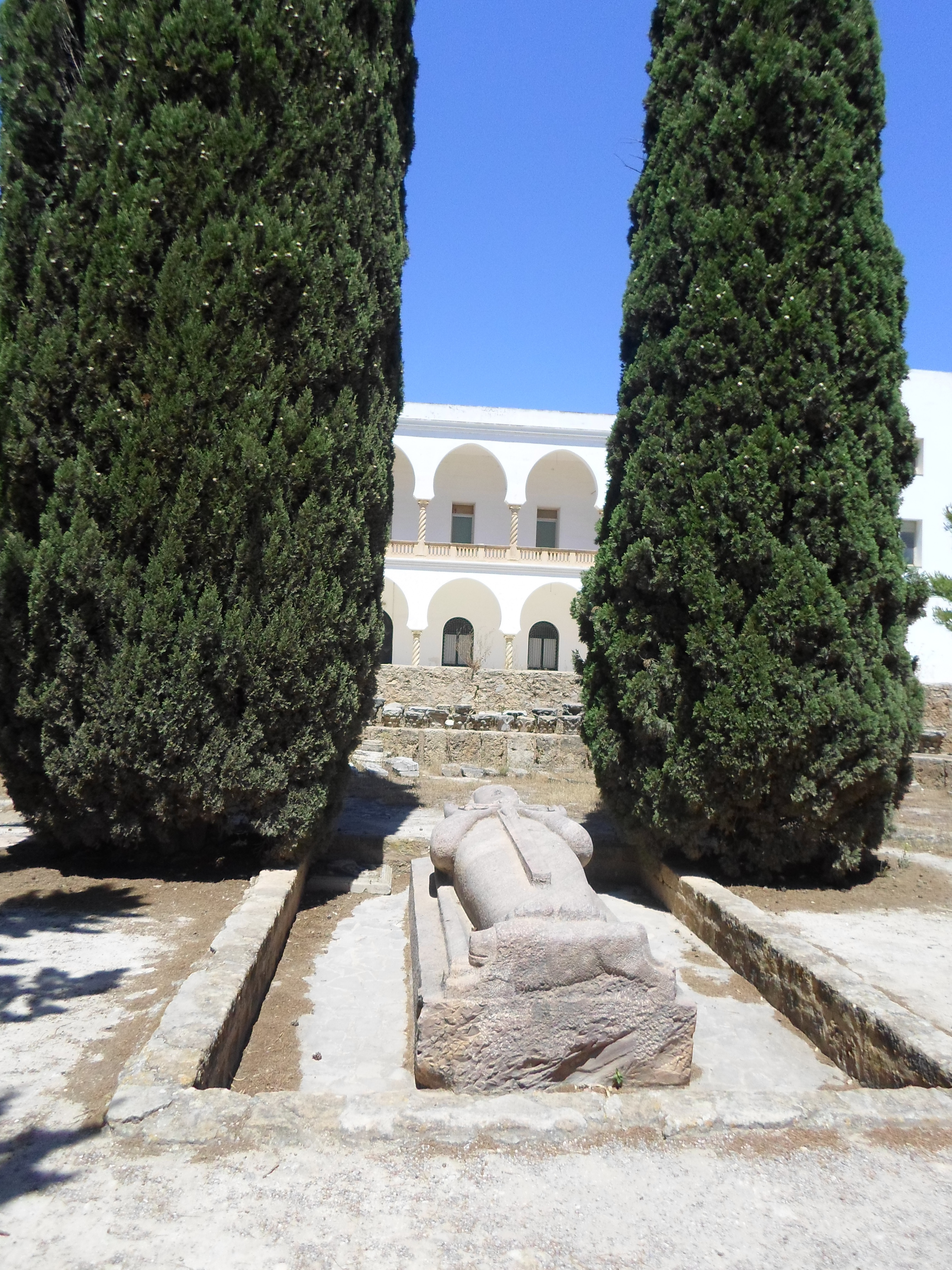
Vue du cénotaphe avec l'actuel musée national de Carthage à l'arrière-plan.

## Architecture et décoration

### Plan du bâtiment et enclos

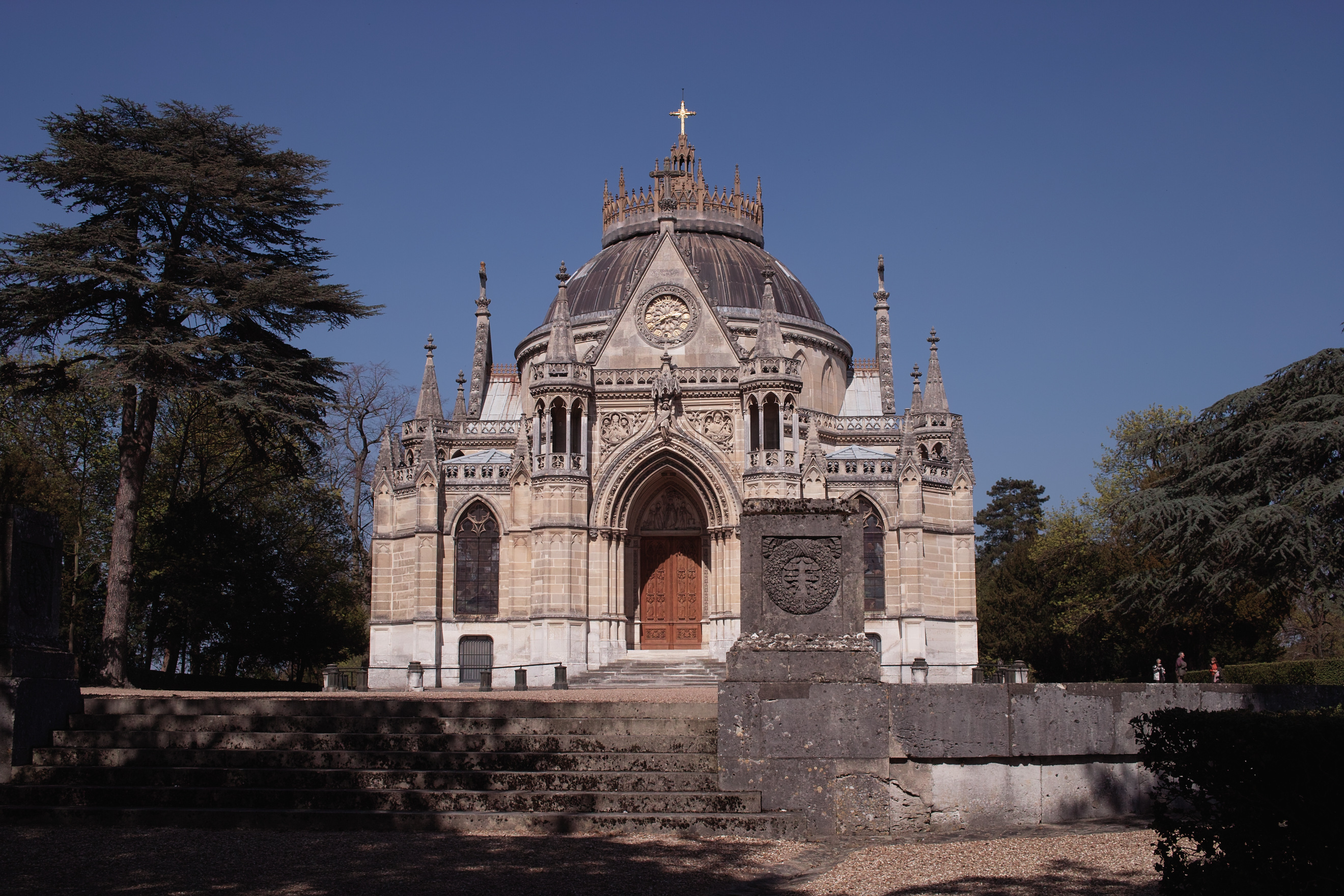
Vue extérieure de la chapelle royale Saint-Louis de Dreux.

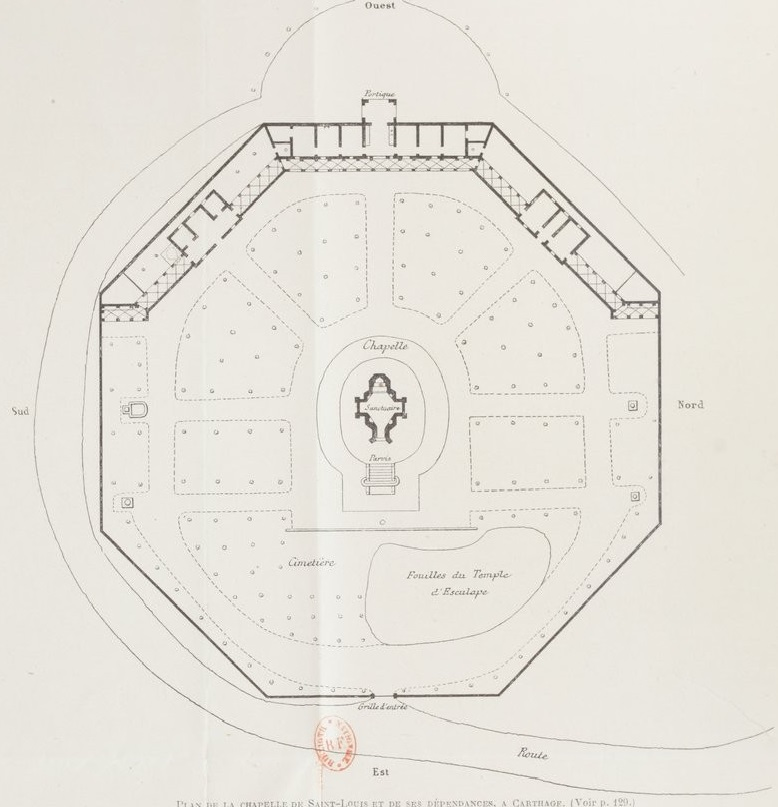
Plan de la chapelle et de son enclos, publié en 1878.

La chapelle était située dans un enclos avec un jardin de 73 ares.
Le plan de l'édifice est inspiré de celui de la chapelle royale de Dreux. Les matériaux ont été trouvés sur place, sauf la coupole bâtie en briques. Lavigerie qualifie l'édifice de « médiocre de style » en 1875 et son style qualifié de « très approximatif ». Le plan de l'édifice est levé par Jean-Baptiste Évariste Charles Pricot de Sainte-Marie, drogman du consulat de France.
Sur le côté sud se trouvaient des bâtiments destinés aux aumôniers et des péristyles. Le chapelain et le gardien étaient logés sur place. Les annexes sont qualifiées de « très médiocres » au plan architectural.
Le projet initial prévoyait d'entourer la construction de 200 cyprès, ce qui ne fut pas mené à bien. Le jardin de la chapelle est par ailleurs dévasté par une tempête en décembre 1931. Dans le mur de la galerie qui s'ouvre sur le jardin étaient scellés des éléments antiques retrouvés lors de la construction des fondations ou sur les terrains environnants, dont quatre inscriptions romaines. Au nord-est se trouvait un cimetière de marins français morts à La Goulette ainsi que d'autres résidents en Tunisie,. Les naufragés du Jemmapes sont ainsi inhumés sur le terrain de la chapelle en 1849. Le cimetière est transféré « à l'extrémité opposé du plateau de Byrsa » à la fin des années 1880 du fait de sa trop grande proximité avec l'établissement d'enseignement.

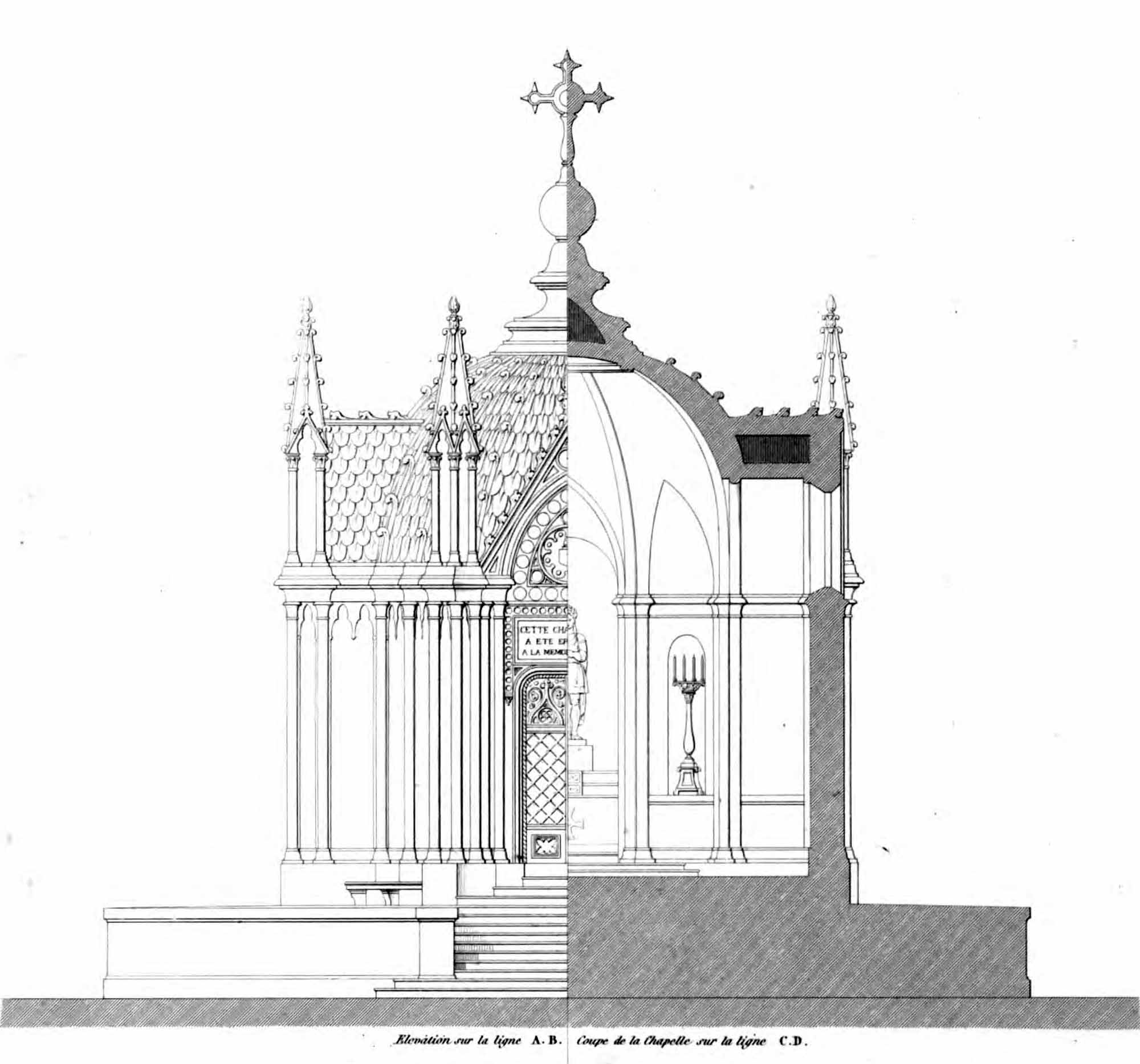
Coupe de la chapelle.
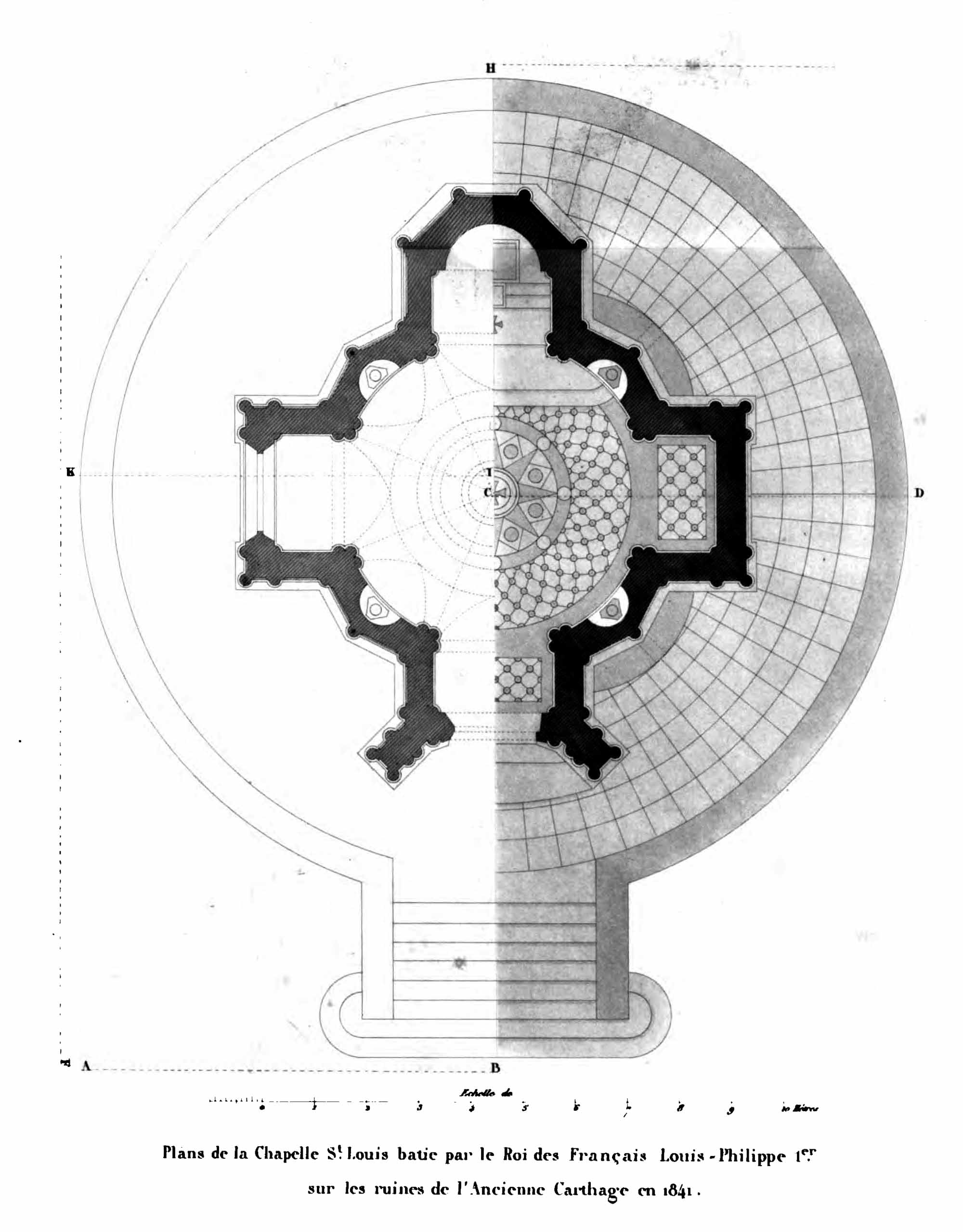
Plan en coupe de la chapelle.

### Décoration
Le décor de la chapelle est très sommaire. La porte comportait une dédicace du roi des Français, Louis-Philippe, avec la date de construction. L'inscription était placée au-dessus de la porte d'entrée à l'extérieur et à l'intérieur « en lettres d'or sur une plaque de marbre blanc » :
LOUIS-PHILIPPE PREMIER, ROI DES FRANÇAIS

A ÉRIGÉ CE MONUMENT

EN L'AN 1841

SUR LA PLACE OÙ EXPIRA LE ROI SAINT LOUIS, SON AÏEUL,.
Une autre inscription est rédigée par un membre de l'Académie des inscriptions et belles-lettres, Joseph Toussaint Reinaud.
ICI EST MORT

LE SULTHAN MAGNIFIQUE ET JUSTE

LOUIS, FILS DE LOUIS, REY DE FRANCE

DIEU AIE PITIÉ DE LUI

CE LIEU A ÉTÉ DONNÉ POUR TOUJOURS

PAR L'ÉMIR ILLUSTRE AHMED REY

AU SULTHAN DE FRANCE

QUICONQUE RESPECTERA CE MONUMENT, DIEU LE BÉNIRA

IL N'Y A PAS D'AUTRE DIEU QUE DIEU.

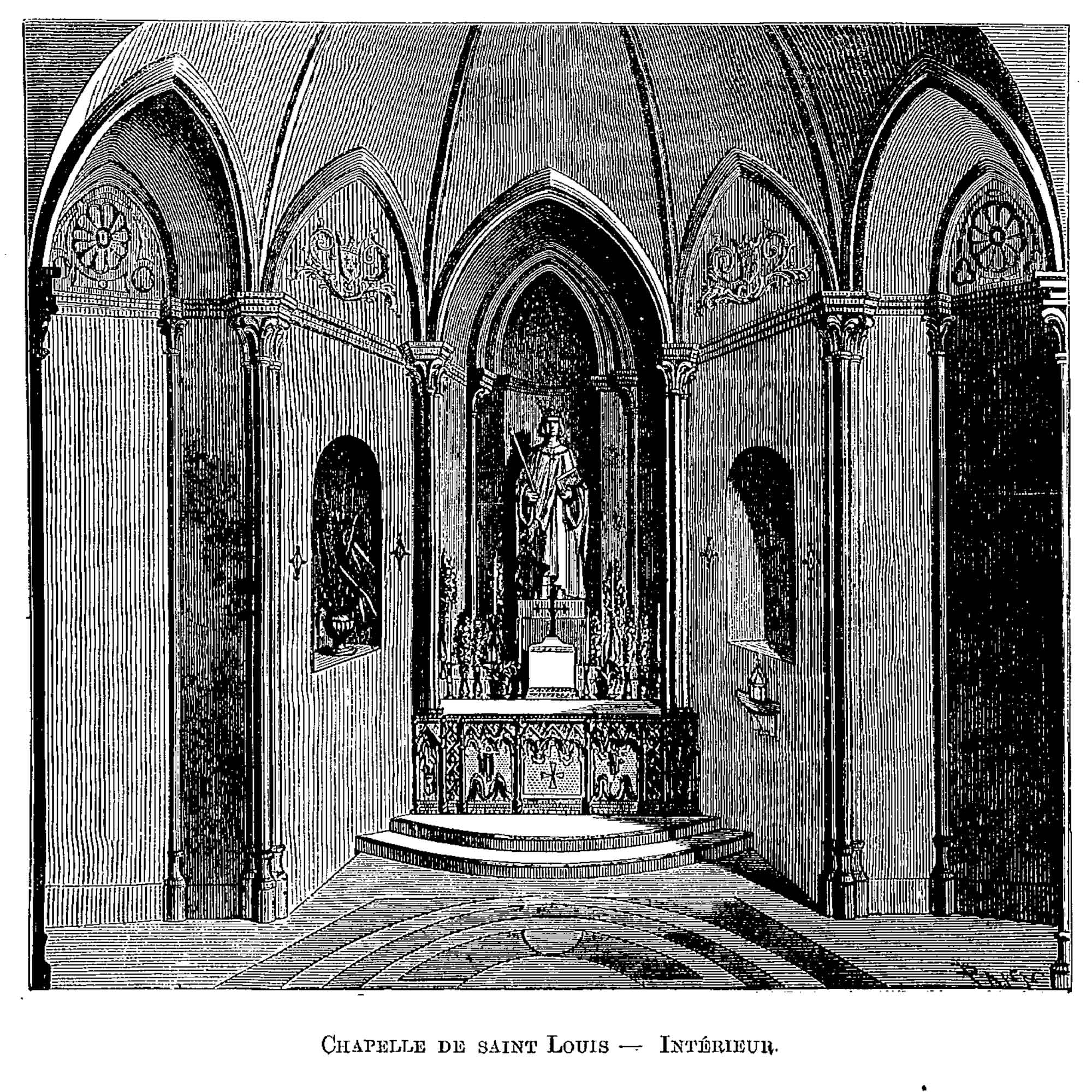
Intérieur de la chapelle avec la statue du souverain.

Les deux inscriptions étaient également présentes en arabe.
Le projet initial comportait deux vitraux, mais ceux-ci ne furent pas réalisés.
Une statue de Louis IX, œuvre de Charles Émile Seurre (1798-1858) « d'après celle de l'église de Saint-Denis », a été envoyée par le roi des Français depuis Toulon. Elle arrive en rade de Tunis sur le Palinure le 28 juillet 1841 avant d'être mise en place le 11 août 1841, transportée « par les soldats du bey » au nombre de 200. La statue du roi, en marbre noir, le représentait « en costume fleurdelisé, avec le sceptre et la couronne ». Le cardinal Lavigerie identifie la statue à celle de Charles V le Sage telle qu'on peut la voir dans la nécropole royale de la basilique de Saint-Denis. La statue de Saint-Denis est qualifiée de fausse dès 1880, mais elle a servi de modèle aux artistes peintres et sculpteurs « pendant plus de vingt ans ». La statue de Carthage est installée alors derrière l'autel de la chapelle .

## Dans la littérature

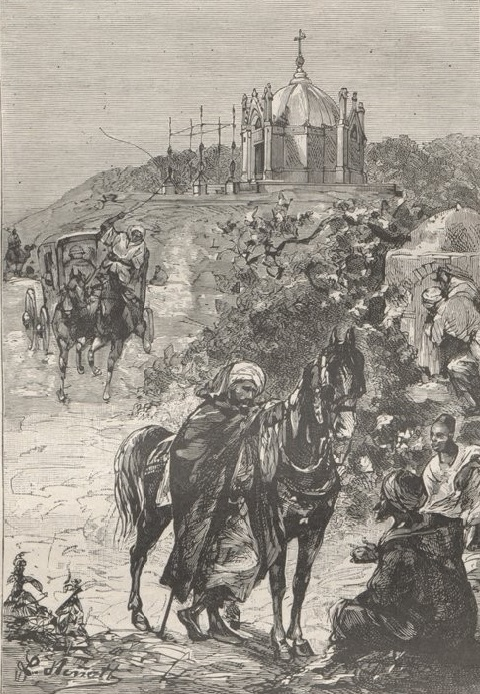
Illustration de Léon Benett pour le roman de Jules Verne, figurant la chapelle.

Jules Verne, dans son roman Mathias Sandorf, évoque la chapelle Saint-Louis et son histoire ; il mentionne le père Delattre qui en est le prieur au moment où se déroule l'intrigue du roman. Dans l'édition originale publiée chez Pierre-Jules Hetzel en 1885, l'illustrateur Léon Benett représente la chapelle.